# Les Amants du Spoutnik
Les Amants du Spoutnik (スプートニクの恋人, Spūtoniku no koibito) est le neuvième roman de l'écrivain japonais Haruki Murakami, paru en 1999 au Japon.

## Résumé
Le personnage principal de ce roman se nomme Sumire et souhaite devenir écrivain. Sumire tombe amoureuse d'une femme plus âgée, Miu. Miu ressemble à Sumire par certains côtés même si elle ne semble pas avoir le temps ni l'envie de partager les aspirations et les idéaux de cette dernière. Le troisième personnage, un narrateur dont nous ne connaissons pas le nom, est un professeur des écoles que Sumire appelle à deux reprises K. K est amoureux de Sumire sans que ce soit réciproque.
Alors que Sumire est décrite comme un personnage émotif et spontané, mal à l'aise dans la société, le narrateur K est parvenu à force d'efforts et de volonté à construire une autre personnalité, parfaitement intégrée à la société et à la culture environnantes. Cette métamorphose l'a cependant laissé incapable d'exprimer ses sentiments. Sumire elle aussi, au contact de Miu, tente de devenir une autre personne. Cette transformation est néanmoins aussi incomplète que temporaire. Sumire disparaît mystérieusement lors de vacances en Grèce. Cette disparition aura des conséquences aussi inattendues que tragiques pour Miu.

## Personnages
Les personnages de ce romans sont :
- K
- Sumire
- Miu

## Éditions en français
Éditions imprimées
- Haruki Murakami (auteur) et Corinne Atlan (traductrice), Les Amants du Spoutnik [« スプートニクの恋人 (Spūtoniku no koibito) »], Paris, Belfond, coll. « Littérature étrangère »,‎ 6 février 2003, 275 p. (ISBN 978-2-7144-3860-7, BNF 38956146)
- Haruki Murakami (auteur) et Corinne Atlan (traductrice), Les Amants du Spoutnik [« スプートニクの恋人 (Spūtoniku no koibito) »], Paris, 10/18, coll. « Domaine étranger » (no 3684),‎ 7 octobre 2004, 270 p. (ISBN 978-2-264-03932-3, BNF 39249447)

Livre audio
- Haruki Murakami (trad. Corinne Atlan), Les Amants du Spoutnik [« スプートニクの恋人 (Spūtoniku no koibito) »], Paris, Éditions Thélème,‎ 15 octobre 2011 (ISBN 978-2-87862-687-2, présentation en ligne)Narrateur : Pierre-François Garel ; support : 1 disque compact audio MP3 ; durée : 6 h 54 min environ ; référence éditeur : Thélème 993. Note : la pochette indique par erreur une durée de « 5 h ».